# (21743) Michaelsegal
(21743) Michaelsegal (1999 RB164) – planetoida z pasa głównego asteroid okrążająca Słońce w ciągu 4,17 lat w średniej odległości 2,59 j.a. Odkryta 9 września 1999 roku.